# Luunja
Luunja est un petit bourg de la commune de Luunja du comté de Tartu en Estonie.
Au 31 décembre 2011, il compte 550 habitants.